# Love Don't Let Me Go
Love Don't Let Me Go je druhý singl z debutového alba Davida Guetty Just a Little More Love. Byl vydán v roce 2002 ve spolupráci s americkým zpěvákem Chrisem Willisem.
V roce 2006 pak vznikl mashup tohoto singlu a remixu písně „Walking Away“ skupiny The Egg, který byl pojmenován „Love Don't Let Me Go (Walking Away)“.